# Inner city
Termet inner city er blevet brugt, især i USA, som en eufemisme for lav-indkomstboligområder i midtbyer eller centrummer. Sociologer bruger undertiden denne eufemisme som en formel betegnelse, og anvender udtrykket "inner city" på sådanne boligområder snarere end til geografiske centrale handelsdistrikter.
Ordet downtown bruges også til at beskrive inner cities eller centrum - primært i Nordamerika - af engelsktalende til at henvise til en bys kommercielle, kulturelle og ofte det historiske, politiske og geografiske hjerte, og er ofte sammenligneligt med dets centrale business-distrikt. På britisk engelsk bruges udtrykket "centrum" oftest, "centre-ville" på fransk, Stadtzentrum på tysk eller shìzhōngxīn (市中心) på kinesisk. De to udtryk bruges ligeligt fordelt i Canada. Et par amerikanske byer, såsom Philadelphia, bruger udtrykket "Center City".

## Byfornyelse
Byfornyelse, engelsk: urban renewal, (også kaldet uran regeneration i Storbritannien og urban redevelopment i USA) er et program for genopbygning af arealer, der ofte bruges til at tackle urbant forfald i byer. Byfornyelse er rydningen af forladte områder i indre byer for at rydde slumområder og skabe muligheder for en højere klasse af boliger, virksomheder og mere.
I Canada indførte regeringen i 1970'erne programmer til forbedring af nabolag, især i de indre byer/inner cities. Nogle indre byområder har forskellige steder også gennemgået den socioøkonomiske gentrificeringsproces, især siden 1990'erne.